# Auslogics Disk Defrag
Auslogics Disk Defrag is een schijfdefragmentatieprogramma voor Windows. Het wordt gebruikt om bestanden en mappen op de harde schijf te defragmenteren, om zo de prestaties van de harde schijf te verbeteren. Het programma is freeware, maar er bestaat ook een Pro-versie met meer mogelijkheden.

## Functies
Auslogics Disk Defrag Free heeft volgende functies:
- Defragmenteren van de harde schijf
- Defragmentatieplanning (automatisch defragmenteren op een ingesteld tijdstip - gebeurt op de achtergrond)
- Defragmentatie van vrije ruimte
- Optimalisatie van de plaatsing van bestanden, op basis van verschillende criteria
- MFT-defragmentatie

## Versies
Er zijn vier versies:
- Auslogics Disk Defrag Free, de freeware-versie die gratis te gebruiken valt.
- Auslogics Disk Defrag Pro, een betalende variant met meer mogelijkheden.
- Auslogics Disk Defrag Portable, een portable versie geschikt voor USB-sticks.
- Auslogics Disk Defrag Touch, een aanraakgevoelige versie voor touchscreenschermen